# آرگوآ
آرگوآ (به اسپانیایی: Areguá) شهری در کشور پاراگوئه، ناحیه مرکزی است که جمعیت آن در سرشماری سال ۲۰۰۲ میلادی ۱۰٫۰۰۹ نفر بوده‌است.